# Alexander Vovin
Alexander (Sasha) Vladimirovitch Vovin (en russe : Александр Владимирович Вовин) était un linguiste et philologue russo-américain d'origine soviétique, et directeur d'études à l'École des hautes études en sciences sociales (EHESS) à Paris. Il est né le 27 janvier 1961 à Saint-Pétersbourg et est mort le 8 avril 2022 à Paris, à l'âge de 61 ans. Il était connu pour ses recherches sur les langues d'Asie orientale, qui ont fait de lui un linguiste de renommée mondiale.

## Parcours
Alexander Vovin a étudié la linguistique structurale et appliquée à l'Université d'État de Saint-Pétersbourg en 1983, et y a acquis son doctorat en linguistique historique japonaise et en littérature japonaise prémoderne à la même université en 1987, avec une thèse de doctorat sur le Hamamatsu Chūnagon Monogatari (vers 1056).

## Carrière
Après avoir été chercheur junior à l'Institut d'études orientales de Saint-Pétersbourg (1987-1990), il a déménagé aux États-Unis où il a occupé des postes de professeur adjoint de japonais à l'Université du Michigan de 1990 à 1994, puis professeur adjoint à Université de Miami de 1994 à 1995, et enfin professeur adjoint puis professeur associé à l'Université d'Hawaï de 1995 à 2003. Il a ensuite été nommé professeur titulaire à l'Université d'Hawaï en 2003, et a continué d'y enseigner jusqu'en 2014. Il a été temporairement professeur au Centre international de recherche sur les études japonaises à Kyoto de 2001 à 2002, à l'Université de la Ruhr à Bochum de 2008 à 2009, et à l'Institut National de la Langue Japonaise et de la Linguistique (aussi appelé NINJAL) à Tokyo, de mai à août 2012.
En 2014, Vovin a accepté le poste de directeur d'études au CRLAO (unité mixte de recherche EHESS/INALCO/CNRS), où il est resté jusqu'à son décès en 2022.
Alexander Vovin s'est spécialisé dans la linguistique historique japonaise (plus spécifiquement sur l'étymologie, la morphologie et la phonologie) et la philologie japonaise de la période Nara (qui s'étend de 710 à 792) et, dans une moindre mesure, de la période Heian (s'étendant de 792 à 1192). Son dernier projet avant sa mort impliquait la traduction académique complète en anglais du Man'yōshū (rédigé vers 759), la plus ancienne et la plus grande anthologie poétique japonaise prémoderne, accompagnée de critiques du texte et de commentaires. Il a également fait des recherches sur l'aïnou, une langue en danger d'extinction parlée sur l'île d'Hokkaïdō et a travaillé sur les langues d'Asie intérieure et les langues taï-kadaï, en particulier celles dont les traces conservées dans les transcriptions chinoises, ainsi que sur les textes des dialectes vieux-coréens et du moyen coréen.
Son dernier ouvrage, publié en 2021, porte sur le temple Bussokuseki no Uta du Yakushi-ji à Nara. La même année, une étude offerte est dédiée à Vovin à l'occasion de son 60e anniversaire.

## Vie privée
Alexander Vovin est mort le 8 avril 2022, à l'âge de 61 ans, à la suite d'un cancer.

## Publications
- Vovin, Alexander, A Reconstruction of Proto-Ainu, Leiden, E. J. Brill, 1993 (ISBN 90-04-09905-0)
- Vovin, Alexander. (2000). Did the Xiong-nu speak a Yeniseian language?. Central Asiatic Journal, 44(1), pages 87–104. JSTOR:41928223.
- Vovin, Alexander. (2001). Japanese, Korean and Tungusic. Evidence for genetic relationship from verbal morphology. David B. Honey and David C. Wright (eds.), pages 183–202.
- Alexander Vovin et Osada Toshiki, 日本語系統論の現在, Kyoto, International Research Center for Japanese Studies, coll. « Nichibunken sōsho, 31 »,‎ 2003 (ISBN 978-4-901558-17-4, ISSN 1346-6585)
- Alexander Vovin, A Reference Grammar of Classical Japanese Prose, London, RoutledgeCurzon, 2003 (ISBN 0-7007-1716-1)
- Vovin, Alexander. (2003). Once again on lenition in Middle Korean. Korean Studies, 27, pages 85–107. JSTOR:23719571.
- Alexander Vovin, A Descriptive and Comparative Grammar of Western Old Japanese: Part 1: Sources, Script and Phonology, Lexicon and Nominals, Folkestone, Kent, Global Oriental, 2005 (ISBN 1-901903-14-1, DOI 10.1163/9789004213920)
- Vovin, Alexander, The Manchu-Tungusic Languages, Richmond, RoutledgeCurzon, 2006 (ISBN 978-0-7007-1284-7)
- Alexander Vovin, Korea-Japonica: A Re-evaluation of a Common Genetic Origin, Honolulu, University of Hawaiʻi Press, coll. « Hawaii studies on Korea », 2008 (ISBN 978-0-8248-3278-0)
- Alexander Vovin, Man'yoshu: A New English Translation Containing the Original Text, Kana Transliteration, Romanization, Glossing and Commentary, Global Oriental/Brill, 2009–2018 (lire en ligne ), 20 volumes
- Alexander Vovin, A Descriptive and Comparative Grammar of Western Old Japanese: Part 2: Adjectives, Verbs, Adverbs, Conjunctions, Particles, Postpositions, Folkestone, Kent, Global Oriental, 2009 (ISBN 978-1-905246-82-3, DOI 10.1163/ej.9781905246823.i-1376)
- Vovin, Alexander. (2011). Why Japonic is not demonstrably related to 'Altaic' or Korean. In Historical Linguistics in the Asia-Pacific region and the position of Japanese, The International Conference on Historical Linguistics (ICHL) XX.
- Vovin, Alexander. & McCraw, D. (2011). Old Turkic Kinship Terms in Early Middle Chinese. Türk Dili Araştırmaları Yıllığı Belleten, 59(1), 105–116.
- Vovin, Alexander. (2017). Koreanic loanwords in Khitan and their importance in the decipherment of the latter. Acta Orientalia Academiae Scientiarum Hungaricae, 70(2), pages 207–215. DOI 10.1556/062.2017.70.2.4
- Alexander Vovin et Sambi Ishisaki-Vovin, The Eastern Old Japanese Corpus and Dictionary, Brill, coll. « Handbook of Oriental Studies, Section 5 Japan, Volume 17 », 2021 (ISBN 978-90-04-47119-1, DOI 10.1163/9789004471665)
- Vovin, Alexander, The Footprints of the Buddha. The Text and the Language, Leyde, Brill, 2021 (ISBN 978-9-004-44977-0)